# 乐国安
乐国安（1946年—），男，汉族，中华人民共和国心理学家，曾任九三学社中央委员、天津市委副主委、第十一届全国政协委员。

## 生平
2008年，当选第十一届全国政协委员，代表教育界，分入第四十一组。